# Mega-D botnet
Mega-D, también conocida por su alias Ozdok, es una botnet que en su pico de operaciones fue responsable de enviar el 32% de spam del mundo.
El 14 de octubre de 2008, la Comisión Federal de Comercio de EE. UU., en cooperación con M86 Security, rastrearon a los dueños de la botnet y congelaron sus activos.
El 6 de noviembre del 2009, la compañía de seguridad FireEye, Inc deshabilitó la estructura de comando y control de la botnet. El apagado de Mega-D/Ozdok involucró la coordinación de docenas de proveedores de servicios de internet, registradores de dominio y organizaciones sin fines de lucro como ShadowServer. Los investigadores de M86 Security estimaron que el apagado de la botnet tuvo un efecto inmediato sobre el tráfico de spam. El 9 de noviembre de 2009, el spam se había detenido por completo, aunque hubo un pequeño "goteo" durante el fin de semana, dirigido a un par de dominios de Reino Unido que estaba siendo supervisados.
Desde entonces la botnet se recuperó y excedió los niveles previos a este golpe para el 22 de noviembre y para diciembre ya constituía un 17% del spam mundial.
En julio de 2010, investigadores de la Universidad de California en Berkeley publicaron un modelo de protocolo de máquina de estados de Mega-D revelando las interioridades de este protocolo propietario por primera vez. El protocolo se obtuvo a través de una técnica automática de ingeniería inversa desarrollada por los investigadores de Berkeley. Entre otras contribuciones, su investigación revela una falla en el protocolo de Mega-D que permite template milking, es decir, la descarga no autorizada de plantillas de spam. Esta falla puede ser usada para descargar los templates de spam y entrenar a los filtros de spam antes de que el spam llegue a la red.

## Arresto
En noviembre del 2010, Oleg Nikolaenko fue arrestado en Las Vegas, Nevada por el Federal Bureau of Investigation y acusado por violaciones al acta CAN-SPAM del 2003. Nikolaenko eventualmente se declaró culpable de operar la botnet y crear una "red zombie" de 500.000 computadoras infectadas.